# Gacé
Gacé är en kommun i departementet Orne i regionen Normandie i nordvästra Frankrike. Kommunen ligger i kantonen Gacé som tillhör arrondissementet Argentan. År 2022 hade Gacé 1 771 invånare.

## Befolkningsutveckling
Antalet invånare i kommunen Gacé
| Referens: INSEE |